# برث کنترل ریویو

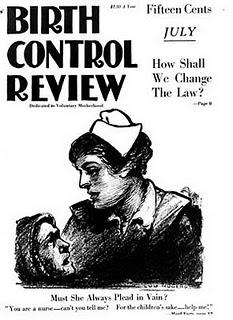
جلد برث کنترل ریویو ژوئیه ۱۹۱۹ با کاریکاتوری اثر:لو راجرز؟ «آیا او همیشه باید در دادگاه بیهوده اقامه دعوا کند؟»

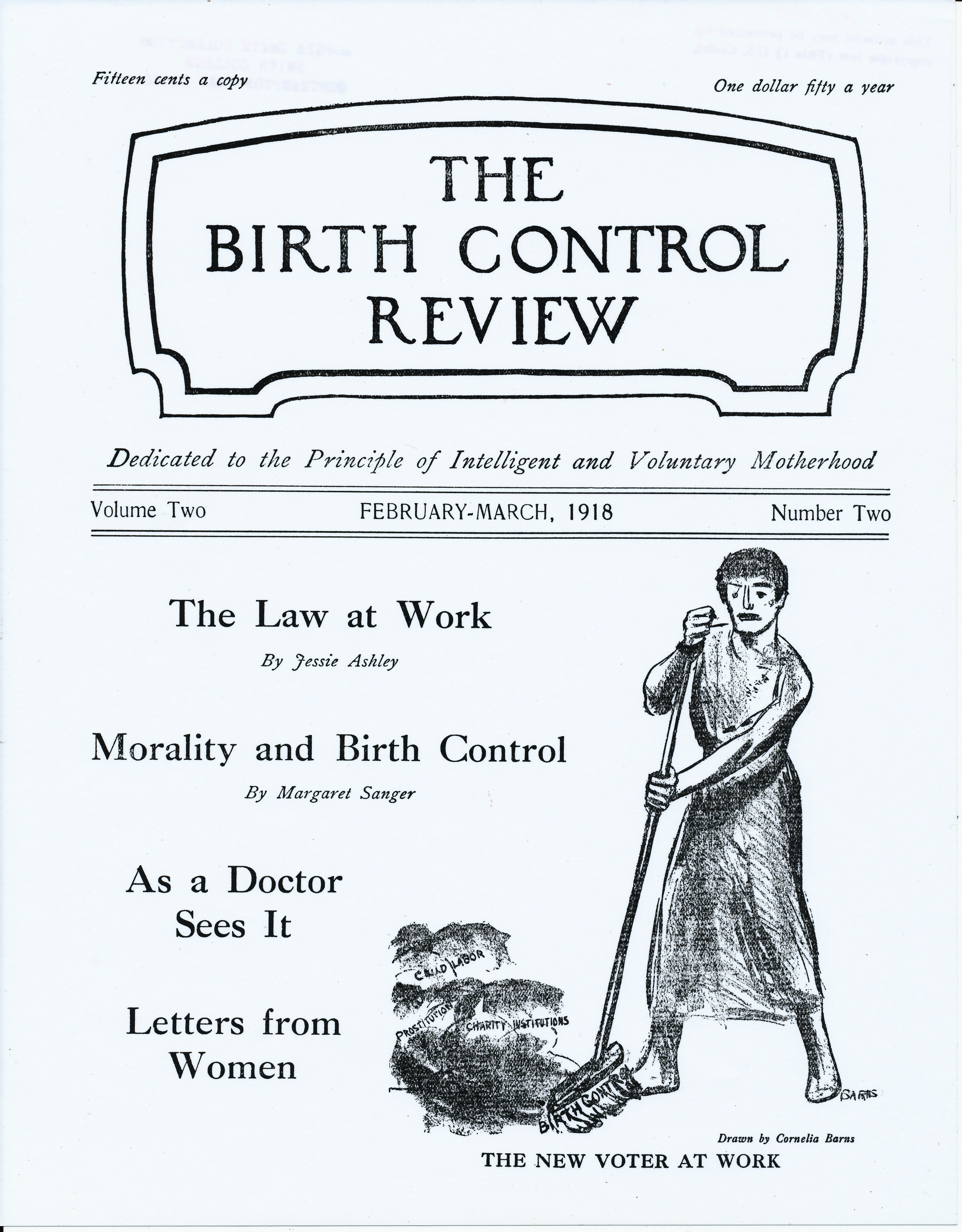
جلد برث کنترل ریویو فوریه- مارس ۱۹۱۸ با کاریکاتوری اثر:کورنیلا بارنز، «رای دهندهٔ جدید سرکار.»

برث کنترل ریویو یک مجله غیرمجاز بود که توسط مارگارت سنگر در سال ۱۹۱۷ تأسیس و ویرایش می‌شد. سه سال پس از آنکه دوست او، اتو بوبزاین، واژه پیشگیری از بارداری را اختراع کرد تا مادری داوطلبانه یا توانایی یک زن برای فاصله انداختن بین فرزندان را «با توجه به وضع مالی و سلامتی خانواده» توصیف کند. سنگر نخستین شماره را در حالی منتشر کرد که با اثل برن، خواهرش و فنی میندل، به دلیل دادن داروهای ضد بارداری و آموزش به زنان فقیر در کلینیک براونزویل در نیویورک، زندانی شده بود. سنگر تا ۱۹۲۸ سردبیر باقی ماند، آخرین شمارهٔ آن در ژانویه ۱۹۴۰، زمان تبدیل آن به سازمان پیشگیری از بارداری آمریکا منتشر شد.

## تاریخچه
در اکتبر ۱۹۱۶، سنگر اولین کلینک پزشکی کنترل زادوولد را در براونزویل در نیویورک باز کرد. او دو بار در حال توزیع غیرقانونی وسایل ضدبارداری دستگیرشده و به عنوان یک مزاحم عمومی درجه یک دستگیر شد. سنگر به ۳۰ روز زندان محکوم شد، جایی که او شروع به انتشار برث کنترل ریویو در سال ۱۹۱۷ کرد. پیش از برث کنترل ریویو، نشریه قبلی سنگر زن شورشی نام داشت که از ماه مارس تا اکتبر ۱۹۱۴ هفت شمارهٔ آن منتشر شد. این مجله اولین نشریه‌ای بود که عبارت «پیشگیری از بارداری» (عبارت ابداع شده توسط اتو بوبزاین) را چاپ می‌کرد. استفاده سنگر از این اصطلاح موجب کندی جنبش پیشگیری از بارداری قرن بیستم شد. اقامت کوتاه مدت سنگر در زندان و تبلیغات پیرامون آن او را به سمت فداکاری سوق داده و موجب شد علاقه به جنبش پیشگیری از بارداری قدرت و زندگی تازه‌ای یافته و حامیان فراوانی را برای حمایت دوره‌ای از جنبش بدست بیاورد. سنگر تا سال ۱۹۲۸ سردبیر بود، تا اینکه نقش او کم‌رنگ شده و سازمان پیشگیری از بارداری آمریکا نقش اول را در جنبش بدست گرفت.